# Ekeremor
Ekeremor è una delle otto aree a governo locale (local government areas) in cui è suddiviso lo Stato di Bayelsa, nella Repubblica Federale della Nigeria.
Si estende su una superficie di 1.810 km² e conta una popolazione di 270.257 abitanti.